# 星崎エミリ
星崎 えみり（ほしざき えみり、1988年7月31日 - ）は、日本のAV女優。

## 概歴・略歴
2008年にAVデビュー。
他に、愛川セイラ、愛川聖子、落合知子名義での出演作品あり。
アメリカ出身。アメリカ人とのハーフ。

## 作品

### アダルトビデオ
- 素人援交中生出し
- おイキなさい。 14人のイキたガールたち 下巻
- ジュポニカ学習帳 VOL.2
- Tokyo A・GE・HA 07
- 中出し了解 愛川セイラ
- 一本道 愛川セイラ 「ヒメコレ　高級ソープへようこそ」
- 愛川セイラ ハーフ美女の英会話レッスン
- 巨乳淫メス 真正中出し
- 天然むすめ 居酒屋ナンパ　～酔うとエロくなる美人のお姉さん～ 愛川聖子
- 天然むすめ 101111_01 すっぴん素人～素顔でHな異国人～ 愛川聖子
- 94cmHcup爆乳ハーフ留学生の中出しオヤジ喰い （星崎エミリ名義での出演）